# Chai (dieu égyptien)
Pour les articles homonymes, voir Chai.
Chai est un génie de la mythologie égyptienne, figure du destin, protecteur du foyer et parfois des vignes et des récoltes. À l'origine présenté sous forme humaine, Chai pris la forme d'un serpent lorsqu'il fut, tardivement, associé à Rénénoutet. Il serait à l'origine de l'Agathodémon grec.

## Représentation
En comparaison avec d'autres dieux de la mythologie égyptienne, les représentations du dieu Chai sont assez rares dans l'art égyptien. Il est principalement représenté sous la forme d'un serpent, mais on trouve également sur les papyrus funéraires du Nouvel Empire des illustrations le montrant comme une divinité anthropomorphe.

## Signification
Depuis le Nouvel Empire, Chai incarnait dans la religion égyptienne les valeurs déterminantes du destin, telles que la chance, la prospérité et la durée de vie, qui étaient attribuées à un individu à sa naissance. Il assurait le bien-être personnel d'une personne. En raison de cette signification, il pouvait être invoqué à la fois comme idée de la destinée et comme dieu personnifié. C'est ce qu'indiquent par exemple les inscriptions du règne d'Akhenaton, dans lesquelles il est parfois dit, en référence au dieu solaire Aton : « Chaï, qui donne la vie ». En tant que dieu du destin, on disait qu'il déterminait la durée de la vie de chaque homme et qu'il était présent lors du jugement de l'âme du défunt dans la Douât. En conséquence, Chai est parfois identifié comme l'époux de Meskhenet, déesse de la naissance, ou, plus tard, de Rénénoutet, qui attribuait le Ren et était devenue la déesse de la fortune.
En tant que concept, sans raison particulière d'associer un genre à un autre, Chai était parfois considéré comme une femme, plutôt que comme un homme, comme c'est le cas habituellement, auquel cas Chai était appelé Chait (simplement la forme féminine du nom). Son nom reflète sa fonction, puisqu'il signifie (ce qui est) ordonné.
Dans l'Égypte ptolémaïque, Chai, en tant que dieu du destin, était identifié au dieu grec Agathodémon, qui était le dieu de la divination. Ainsi, comme Agathodémon était considéré comme un serpent et que le mot Chai était également le mot égyptien pour porc, à l'époque hellénique, Chai était parfois représenté comme un porc à tête de serpent, connu des égyptologues sous le nom d'animal Chai.

## Culte
Il n'existait pas de culte important pour ce dieu. Les quelques représentations et textes qui nous sont parvenus indiquent plutôt que Chai était considéré comme une personnification abstraite du destin ou de la destinée.